# توم فوينتيس
توم فوينتيس (بالإنجليزية: Tom Fuentes)‏ هو سياسي أمريكي، ولد في 16 أكتوبر 1948، وتوفي في 18 مايو 2012. حزبياً، نشط في الحزب الجمهوري.